# Margarita se llama mi amor
Margarita se llama mi amor es una película española dirigida por Tito Fernández en 1961, y que toma su título de una célebre canción marcial española, compuesta en 1948 por Julio Salgado Alegre.

## Argumento
Margarita Rodríguez Garcés (Mercedes Alonso) es una joven y bella estudiante de Filosofía y Letras en la Universidad Complutense de Madrid, hija de una familia acaudalada. Su belleza y encanto conquista a todos sus compañeros. Sin embargo Margarita solo tiene ojos para Eduardo Heredia (Antonio Cifariello), el profesor de Literatura, que sin embargo la rechaza. Finalmente el amor triunfa entre los dos.

## Producción
El productor Vicente Escrivá dejó de lado el cine religioso que tan buenos resultados le había dado durante la década de los 50 para hacer una serie de comedias amables durante la década de los 60 dentro de las cuales se inscribe esta cinta.

## Reparto
| Intérprete            | Personaje                               |
| --------------------- | --------------------------------------- |
| Mercedes Alonso       | Margarita Rodríguez Garcés              |
| Antonio Cifariello    | Eduardo Heredia, profesor de literatura |
| Manuel Zarzo          | Ignacio García Cruz 'Nacho'             |
| Isana Medel           | Cristy                                  |
| Ángel del Pozo        | Stefan                                  |
| Jesús Colomer         | Desiderio Conesa Ortiz 'Desi'           |
| María Silva           | Alumna que se sienta junto a Nacho      |
| Amparo Baró           | Alumna junto a Desi                     |
| Óscar Cortina         | Juan Rovira                             |
| Carlos Piñar          |                                         |
| Ángel Álvarez         | Manolo, hombre sentado en el baile      |
| José Torres           |                                         |
| Goyo Lebrero          | Barrendero                              |
| Paula Martel          |                                         |
| Antonio Alfonso Vidal |                                         |
| Aníbal Vela           | Rector                                  |
| Juan José Sáez        |                                         |
| Antonio Moreno        |                                         |
| Aníbal Vela hijo      | Joven en almacenes                      |
| Violeta Moreda        |                                         |
| Víctor Valverde       |                                         |
| Carmen Rodríguez      | Madre de Eduardo                        |
| Manuel San Francisco  |                                         |
| Rosa Palomar          |                                         |
| Rufino Inglés         |                                         |
| Juan Cazalilla        |                                         |
| Charito Trallero      |                                         |
| Marta Reves           |                                         |
| Joaquín Bergía        |                                         |
| Plácido Sequeiros     |                                         |
| Junior                |                                         |
| Ena Sedeño            |                                         |
| Rafael Ibáñez         |                                         |
| Rafael Hernández      |                                         |
| José Isbert           | Don Severino, profesor de historia      |
| Jesús Tordesillas     |                                         |
| Montserrat Salvador   |                                         |
| Margot Cottens        | Madre de Margarita                      |
| Gisia Paradis         | Nina                                    |
| José Luis Ozores      | Felipe Gurriato Orbaneja 'Gurriato'     |
| Paco Romero           |                                         |